# Пакстон (Іллінойс)
Пакстон (англ. Paxton) — місто (англ. city) в США, в окрузі Форд штату Іллінойс. Населення — 4450 осіб (2020).

## Географія
Пакстон розташований за координатами 40°27′29″ пн. ш. 88°5′55″ зх. д. / 40.45806° пн. ш. 88.09861° зх. д. (40.457930, -88.098734).  За даними Бюро перепису населення США в 2010 році місто мало площу 5,95 км², уся площа — суходіл. В 2017 році площа становила 7,65 км², з яких 7,63 км² — суходіл та 0,02 км² — водойми.

## Демографія
Згідно з переписом 2010 року, у місті мешкали 4473 особи в 1786 домогосподарствах у складі 1164 родин. Густота населення становила 752 особи/км².  Було 1960 помешкань (329/км²).
Расовий склад населення:
| - 96,7 % — білих - 0,8 % — чорних або афроамериканців - 0,2 % — корінних американців - 0,2 % — азіатів |

До двох чи більше рас належало 1,2 %. Частка іспаномовних становила 2,5 % від усіх жителів.
За віковим діапазоном населення розподілялося таким чином: 24,1 % — особи молодші 18 років, 57,9 % — особи у віці 18—64 років, 18,0 % — особи у віці 65 років та старші. Медіана віку мешканця становила 40,9 року. На 100 осіб жіночої статі у місті припадало 91,6 чоловіків;  на 100 жінок у віці від 18 років та старших — 87,3 чоловіків також старших 18 років.
Середній дохід на одне домашнє господарство  становив 58 021 долар США (медіана — 49 072), а середній дохід на одну сім'ю — 71 176 доларів (медіана — 56 755). Медіана доходів становила 40 484 долари для чоловіків та 31 736 доларів для жінок. За межею бідності перебувало 10,3 % осіб, у тому числі 13,2 % дітей у віці до 18 років та 14,9 % осіб у віці 65 років та старших.
Цивільне працевлаштоване населення становило 1899 осіб. Основні галузі зайнятості: освіта, охорона здоров'я та соціальна допомога — 23,5 %, виробництво — 15,2 %, роздрібна торгівля — 15,1 %.